# Palacio de los Marqueses de Recaño

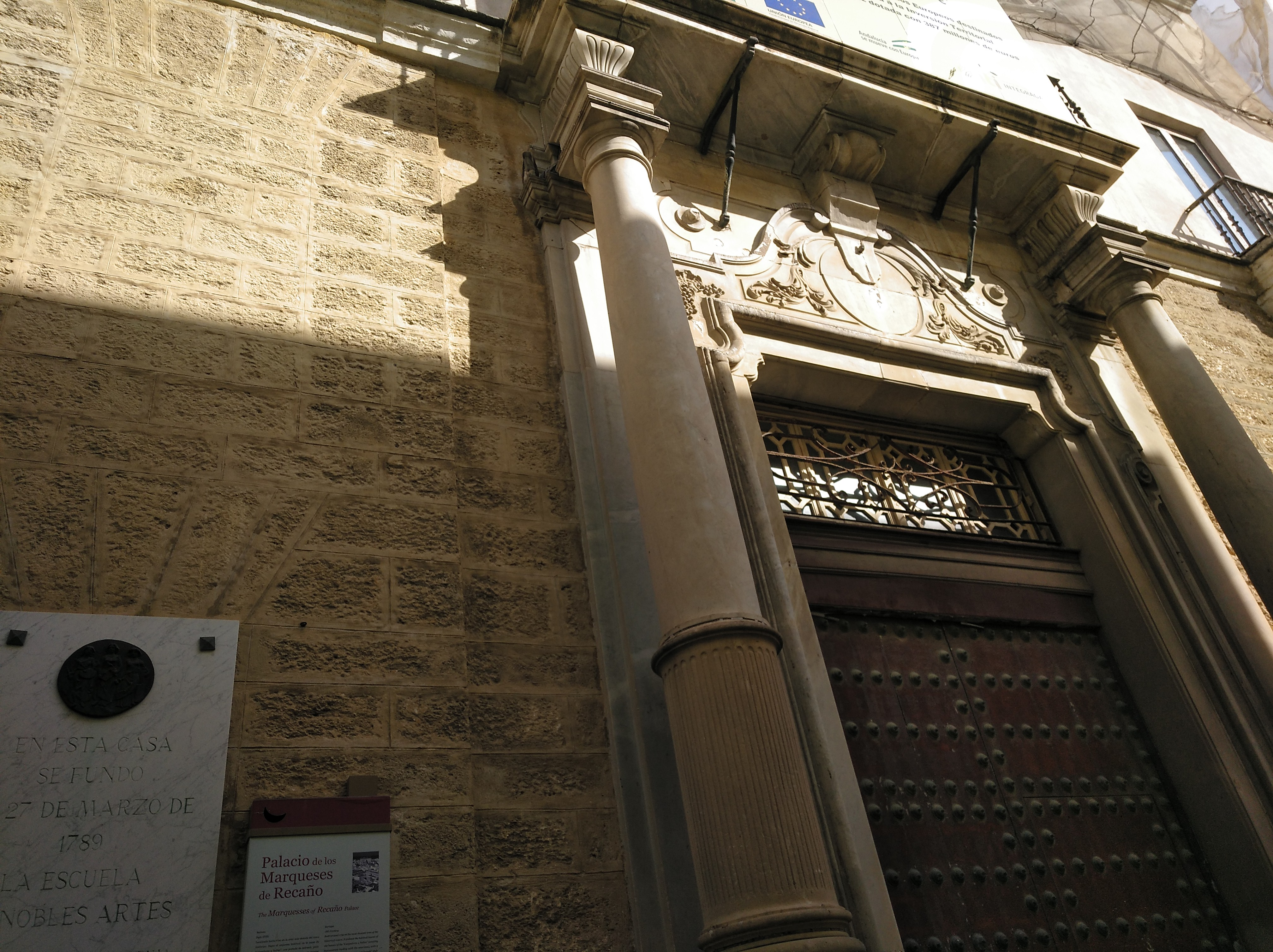
Puerta del Palacio de Recaño

El Palacio de Recaño o Palacio de los Marqueses de Casa Recaño es un palacio de la ciudad de Cádiz edificado en el siglo XVIII para el patricio genovés Bernardo Recaño, I marqués de Casa Recaño. Su torre-mirador, denominada Torre de Tavira, es la más alta de la ciudad. Albergó la primera sede del Tribunal Supremo de España (1812) así como de la Escuela de Nobles Artes de Cádiz (1838). Actualmente es sede del Museo del Carnaval.
En abril de 2005 fue declarado Bien de Interés Cultural en la categoría de Monumento, siendo considerado uno de los más importantes palacios de cargadores a Indias, así como de la arquitectura civil gaditano-genovesa. Está situado en la calle Marqués del Real Tesoro del centro histórico de la ciudad de Cádiz.

## Historia
Ubicado en la zona más elevada del centro histórico de Cádiz, fue levantado hacia 1730 por comisión del patricio genovés Bernardo Recagno, primer marqués de Casa Recaño. Sigue el esquema habitual de las casas-palacio de cargadores a Indias, correspondiente a los gustos del barroco del siglo XVIII, así como al afán de verticalidad. El elemento más singular del conjunto es la torre-mirador, denominada la Torre de Tavira, que al ser la más alta de la ciudad se convirtió en 1778 en vigía oficial del puerto de Cádiz, y bautizada con el nombre de Antonio Tavira, su primer vigilante.
En este palacio tuvo su primera sede el Tribunal Supremo de España en 1812, de donde se trasladó a Madrid.
El 30 de agosto de 1787 se trasladó al edificio la Escuela Gratuita de Dibujo, Aritmética y Geometría, realizándose las reformas necesarias. Allí permaneció la Escuela de Nobles Artes de Cádiz hasta 1838. En 1857 se inaugura en la casa la Escuela Normal de Magisterio y posteriormente es adquirido el edificio por las Hermanas de la Caridad para el Colegio de Jesús, María y José.
En la actualidad el inmueble pertenece al Ayuntamiento. Sufrió una remodelación por parte de los arquitectos A. Cabrera y O. Rodríguez, mediante la introducción de nuevos elementos arquitectónicos bien enlazados con los antiguos, para servir de sede al Conservatorio Manuel de Falla.

## Protección
Declarado Bien de Interés Cultural en la categoría de Monumento, publicado en el Boletín Oficial de la Junta de Andalucía número 77/2005, de fecha 21 de abril de 2005.

## Descripción del edificio
El palacio forma parte de una manzana de mayor extensión, organizándose en torno al inmueble el viario y creándose frente a su fachada principal un espacio urbano de mayor amplitud a modo de reducida plaza, que contribuye a resaltar la nobleza del edificio. El inmueble tiene planta rectangular y presenta el esquema tipológico propio de las casas-palacio gaditanas. Su interior se estructura alrededor de un patio central con galerías en torno a las cuales se desarrollan las dependencias. Se compone de cinco plantas dispuestas con la organización funcional característica de la casa comercial de la burguesía gaditana: planta baja, entresuelo como oficinas, planta noble de residencia del propietario y una última, de menores proporciones, que usualmente habitaba la servidumbre. En este caso se ha añadido otra planta más que no se refleja en la fachada.

### Patio
El patio se compone de ocho columnas toscanas de mármol, sobre pedestales con decoración serliana de cabezas de clavo, en las que apoyan vanos de medio punto cuya rosca se encuentra decorada con molduras, ménsulas en la clave y motivos vegetales. Sobre el conjunto se dispone un friso con metopas, capiteles colgantes, pinjantes y entablamento superior con mútulos. Este entablamento da paso al segundo piso en el que cada uno de sus frentes presenta pilastras jónicas que alternan con vanos adintelados, cubiertos con antepecho de hierro y enmarcados por molduras cuya clave va señalada con racimos de frutas. Una línea de cornisa da paso al pequeño friso sobre el que se asienta un entablamento decorado con mútulos. El conjunto decorativo de los dos cuerpos está pintado en color blanco y destaca del color rojizo del paramento.

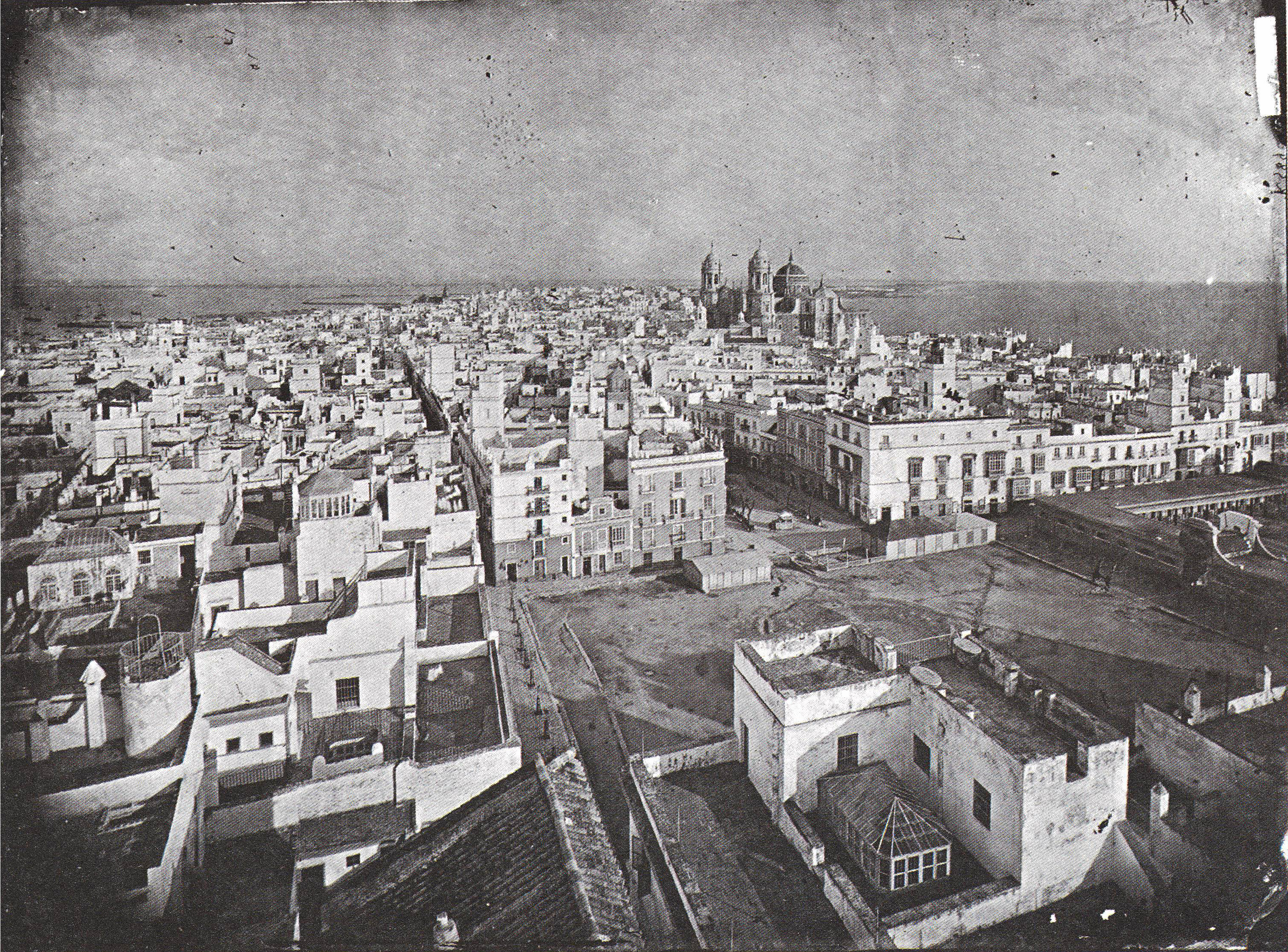
Vista de Cádiz desde la Torre de Tavira por Jean Laurent (1880)

Sobre esta segunda planta se levanta un antepecho compuesto de pequeños pilares que dan lugar al tercer piso. Tanto éste como el piso superior se encuentran retranqueados respecto al patio. En el centro del patio se ubica una columna toscana sobre pedestal, de carácter votivo, en cuya zona superior muestra la imagen de Nuestra Señora del Rosario realizada en mármol. En el lado izquierdo del patio, respecto a la entrada, se abre la escalera principal. Tiene una portada de acceso compuesta de un vano adintelado moldurado y flanqueado por pilastras jónicas. En la zona superior una pequeña cornisa da paso a un frontón partido compuesto de volutas y mútulos en cuyo centro muestra un escudo con corona superior.

### Escalera
La escalera se compone de tres tramos delimitado el último con antepecho de balaustres de mármol. El primer tramo está cubierto con dos bóvedas de crucería decoradas con yeserías. Muestran en la clave un florón y en los plementos motivos de flores circundados con roleos, hojarascas y frutos, todos de gran carnosidad.

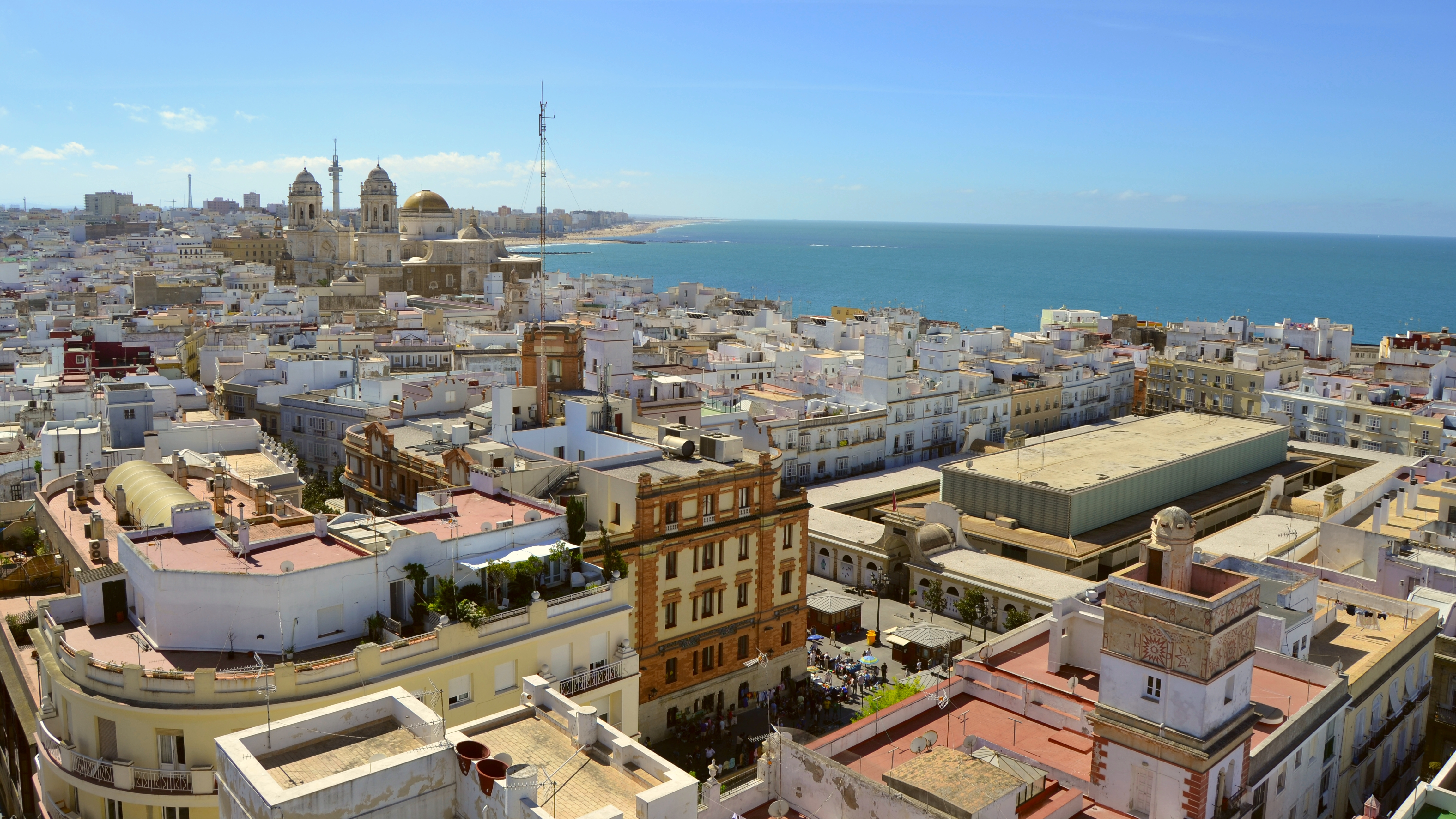
Vista de Cádiz desde la Torre de Tavira (2015)

Asimismo, la cubierta de la caja de escalera se cubre con bóveda de arista. Su decoración se organiza en torno a una gran macolla central dispuesta en la clave, hacia donde converge la decoración que cubre los plementos, compuesta de una láurea central con motivos frutales, rodeados de profusa decoración de volutas, acantos y racimos de frutos que alternan con cabezas de angelotes dispuestos en los cuatro arranques de la bóveda.

### Acceso al interior
El acceso desde el zaguán al interior del inmueble está cubierto con una cancela de hierro. Consta de un vano adintelado cubierto con puerta de balaustres y roleos en la zona inferior, flanqueado por tres bandas fijas rectangulares decoradas con labor de candelabro. Está coronado con medio punto superior, compuesto también con decoración de un candelabro en el centro del que parten roleos de formas vegetales que cubren la luz del arco.

### Fachadas

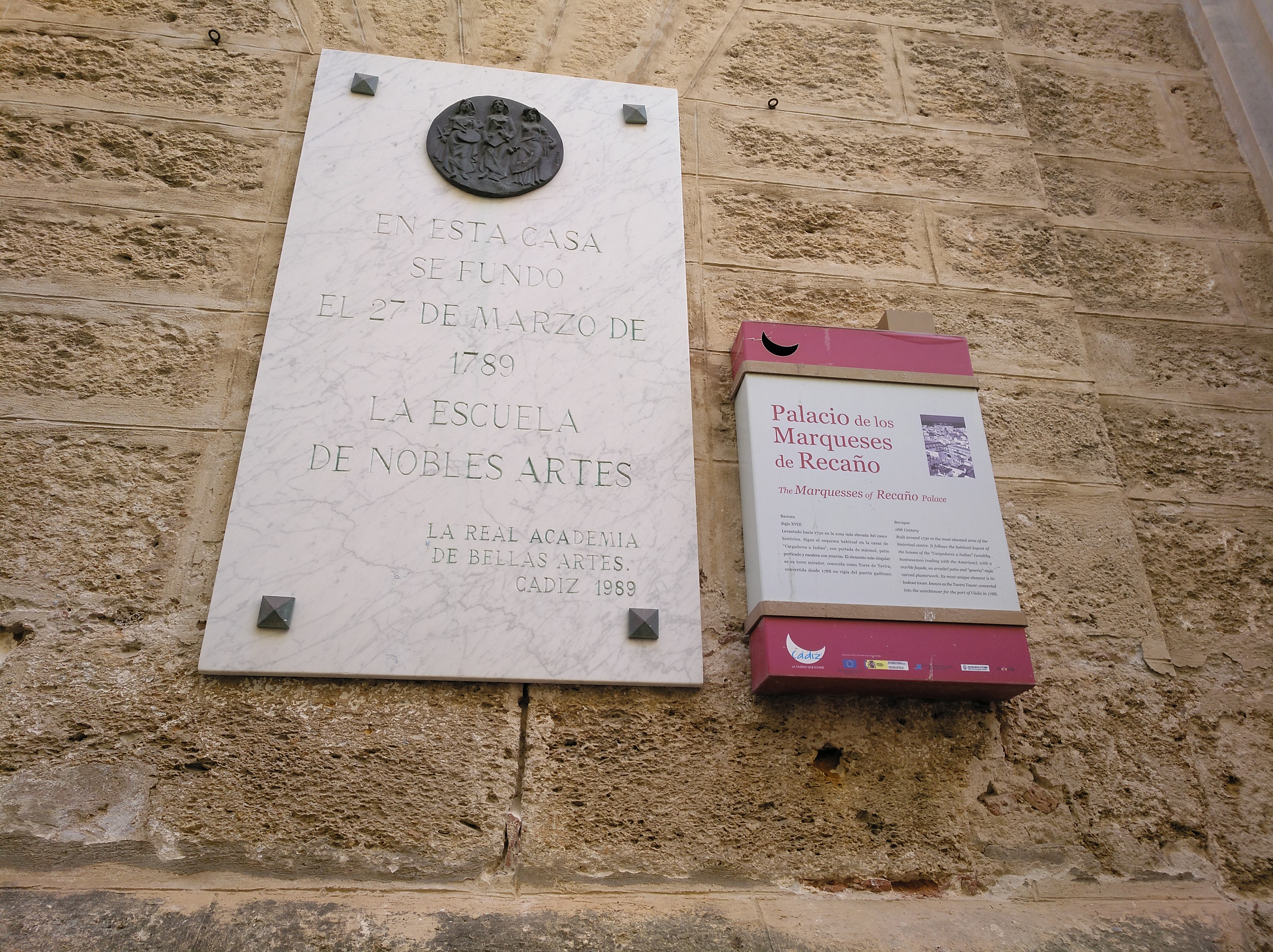
Placa de fundación de la Escuela de Nobles Artes en 1789

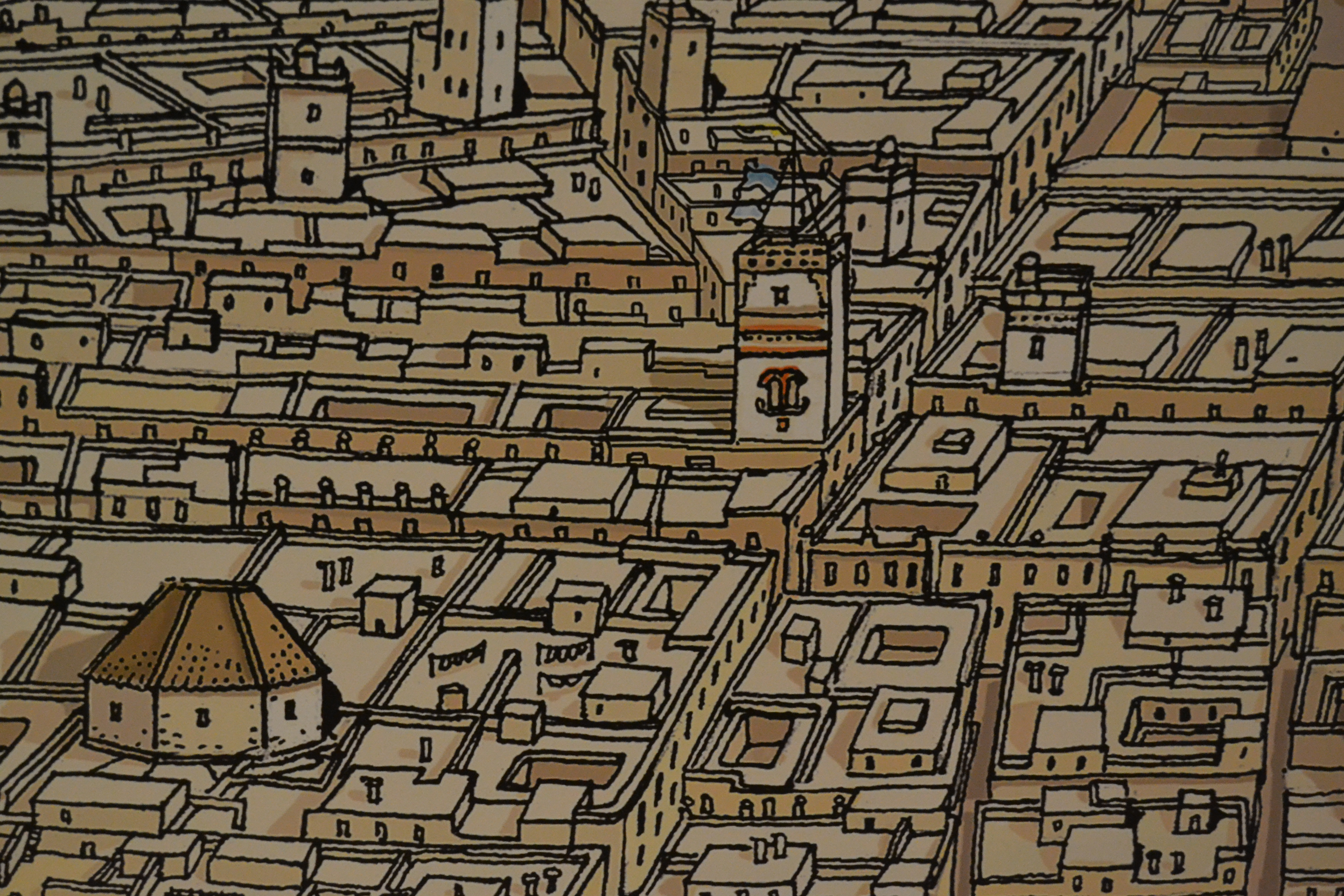
Ilustración de la Torre de Tavira en la exposición El Legado del Mar del Museo de Cádiz

El inmueble presenta al exterior tres fachadas con alzado de cuatro cuerpos separados por cornisas. La fachada principal se ubica en la calle Marqués del Real Tesoro y se organiza en torno a la gran portada como eje axial. El primer cuerpo presenta el paramento labrado en piedra ostionera vista, se articula a través de la portada a cuyos lados se abren pequeños balcones correspondientes al entresuelo y una pequeña puerta situada en el ángulo izquierdo de la zona baja que da acceso a la torre. En los dos cuerpos superiores se abren balcones apoyados sobre repisas y dispuestos simétricamente respecto a la portada, siendo el último cuerpo de menor altura que los anteriores. Termina la fachada con un amplio friso articulado con pequeñas pilastras y coronado por una cornisa de mayor vuelo que las inferiores.
Las otras dos fachadas se abren una a la calle Sacramento y la otra a la calle Javier de Burgos. Tienen menor importancia ornamental.

### Portada
La portada principal está construida en mármol blanco. Se estructura mediante un vano adintelado con ángulos rebajados, flanqueado por dos columnas toscanas con el tercio inferior del fuste acanalado, sobre altos pedestales cuyos frentes presentan cabezas de clavo. El vano de acceso se encuentra enmarcado por un baquetón y moldura, la cual se extiende formando sobre el dintel una decoración a modo de frontón curvo partido y volutas en cuyo interior aparece una cartela circular sin labrar y decoración a base de motivos vegetales, racimos y rocalla. De la clave del citado frontón arranca una ménsula a modo de repisa que junto con el entablamento situado sobre las columnas, dan paso al balcón cuyo vano coronado con un frontón triangular y cubierto con antepecho de hierro cierra la composición de la portada.

### Torre

###### Para más detalles, ver el artículoTorre de Tavira
En el ángulo derecho de la fachada principal se eleva la esbelta torre-mirador. 